# Imogen Poots

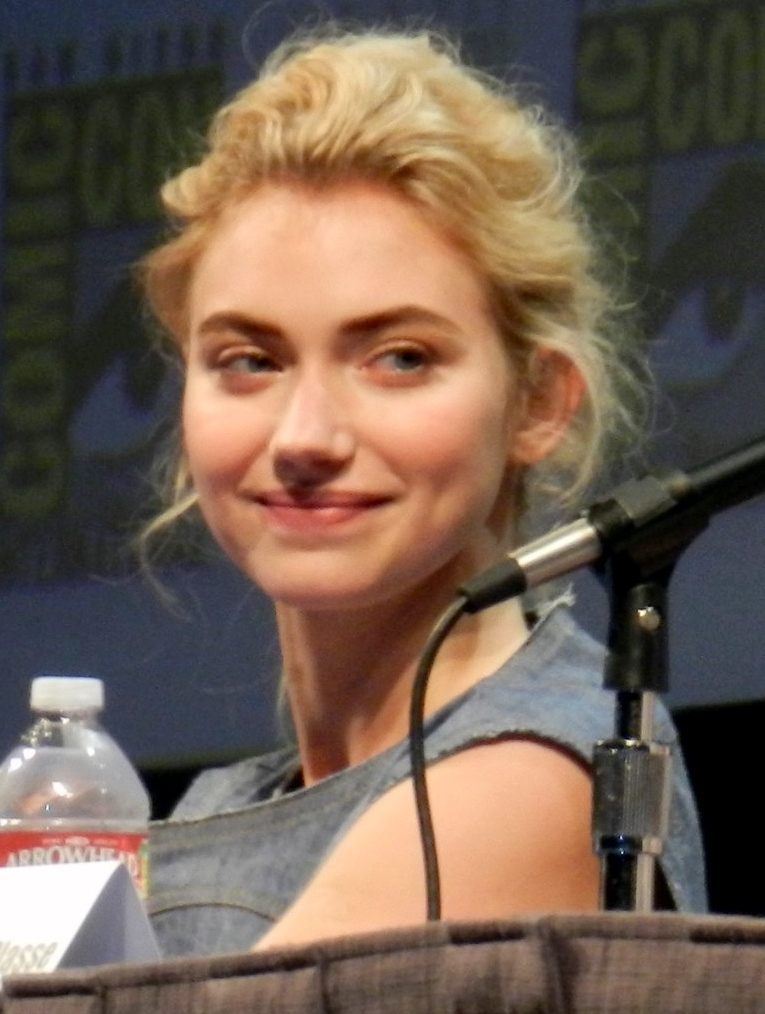
Imogen Poots în 2011

Imogen Gay Poots  (n. 5 iunie 1989) este o actriță engleză. Ea este cel mai bine cunoscută în filmele: 28 Weeks Later (2007) și în Need For Speed .

## Filmografie

### Film
| An   | Titlu                      | Rol                       | Note                |
| ---- | -------------------------- | ------------------------- | ------------------- |
| 2006 | V for Vendetta             | Young Valerie             |                     |
| 2007 | 28 Weeks Later             | Tammy Harris              |                     |
| 2007 | Wish                       | Jane                      | Scurtmetraj         |
| 2008 | Miss Austen Regrets        | Fanny Knight              | Film de televiziune |
| 2008 | Me and Orson Welles        | Lorelei Lathrop           |                     |
| 2009 | Cracks                     | Poppy                     |                     |
| 2009 | Waking Madison             | Alexis                    |                     |
| 2009 | Solitary Man               | Allyson Karsch            |                     |
| 2010 | Centurion                  | Arianne                   |                     |
| 2010 | Chatroom                   | Eva                       |                     |
| 2010 | Christopher and His Kind   | Jean Ross                 | Film de televiziune |
| 2011 | Jane Eyre                  | Blanche Ingram            |                     |
| 2011 | Fright Night               | Amy Peterson              |                     |
| 2011 | Comes a Bright Day         | Mary Bright               |                     |
| 2012 | A Late Quartet             | Alexandra Gelbart         |                     |
| 2013 | Greetings from Tim Buckley | Allie                     |                     |
| 2013 | Jimi: All Is by My Side    | Linda Keith               |                     |
| 2013 | Filth                      | Amanda Drummond           |                     |
| 2013 | The Look of Love           | Debbie Raymond            |                     |
| 2014 | That Awkward Moment        | Ellie                     |                     |
| 2014 | A Long Way Down            | Jess Crichton             |                     |
| 2014 | Need for Speed             | Julia Maddon              |                     |
| 2014 | She's Funny That Way       | Isabella "Izzy" Patterson |                     |
| 2015 | Knight of Cups             | Della                     |                     |
| 2015 | Green Room                 | Amber                     |                     |
| 2015 | A Country Called Home      | Ellie                     | Post-producție      |
| 2015 | Frank & Lola               | Lola                      | Post-producție      |
| 2016 | Conner4real                |                           | Filmare             |

### Televiziune
| An   | Titlu                  | Rol            | Note                 |
| ---- | ---------------------- | -------------- | -------------------- |
| 2004 | Casualty               | Alice Thornton | Episod: "Love Bites" |
| 2010 | Bouquet of Barbed Wire | Prue Sorenson  | 3 episoade           |